# گاسترولان
گاسترولان

## موارد مصرف
قطره خوراکی ۳۰ میلی‌لیتری ضداسپاسم، بادشکن، برطرف‌کننده اختلالات اسپاستیک و بیماری‌های التهابی دستگاه گوارش .

## توضیحات
در هر ۵ میلی لیتر قطره گاسترولان عصاره هیدروالکلیک مواد زیر موجود است : میوه رازیانه ۵۵ میلیگرم، گل‌های بابونه۶۰ میلیگرم، برگ نعناع ۷۵ میلی‌گرم .
بر مبنای ۰.۱۷ – ۰.۱۳% آنتول و ۴۱- ۳۴ میلی‌گرم فلاونوئید(برحسب کوئرستین) در هر ۱۰۰ میلی‌لیتر قطره .

## موادمؤثره
رازیانه : آنتول، استراگول و لیمونن . بابونه : سزکوئی ترپن (بیزابولول، کامازولن، فلاونوئید).
نعنا: منتول، سینئول و اسیدها ی روزمارینیک، کلروژنیک و کافئیک .

## آثار فارماکولوژی و مکانیسم اثر
اسانس رازیانه و عصاره الکلی آن دارای اثر ضد اسپاسم قابل ملاحظه‌ای می‌باشد (۱) . به‌نظر می‌رسد این آثار از طریق دخالت در متابولیسم کلسیم درسلول‌های عضله صاف ظاهرمیشود(۱) . در یک مطالعه بالینی دوسوکور همراه با پلاسبو روی ۷۰ نفر بیمار مبتلا به اختلالات گوارشیمانند نفخ شدید، فرمولاسیون‌های گیاهی محتوی رازیانه بمدت ۱۴ روز مورد بررسی قرار گرفته‌است . نتایج نشان دهنده پیشرفت چشم گیر در درمان ناراحتی بیماران مورد مقایسه با گروه شاهد بود (۲).فلاونوئیدها عمدتا" مسئو ل اثر ضد اسپاسم و بادشکن بابونه هستند .اثر ضداسپاسم این ترکیبات معادل اثر پاپاورین است. بر اساس تحقیقات وارم (۴) و دیگران اثر ضد التهاب این دارو مربوط به مهار آنزیم پروستاگلاندین سنتتاز و لیپواکسی ژناز است . مطالعات بالینی نشان دهنده این امر هستندکه روغن نعناع در درمان بعضی از علائم سنـدروم روده تحریک پذیر(IBS) مؤثر می‌باشد.۵۴ بیمار مبتلا به اختلالات گوارشی تحت درمان با ۴۰ میلیگرم روغن نعنا یا ۵ میلی گرم روغن زیره قرارگرفتند.در ایـــن مطالعه که همــــراه بــا گروه کنترل بود، معلوم شد که ۱/۶۳% این بیماران بعد از درمان از درد و ناراحتی خلاصی یافتند و ۳/۲۶% آن‌ها گزارش کاهش درد را دادند .آثار توأم گیاهان یادشده در فراورده گاسترولان، موجب تشدید اثر ضد اسپاسم این دارو شده‌است (۳).

## دستور مصرف
بزرگسالان وکودکان بالاتر از ۶ سال ۳۰-۲۰ قطره وکودکان زیر۶ سال ۲۰- ۱۵ قطره همراه با کمی آب، ۵- ۳ نوبت در روز قبل از غذا مصر ف شود .

## موارد منع مصرف
بیماران با علائم ائوزوفاژیت برگشتی، بهتر است از مصرف ترکیباتی که فشاراسفنکتر تحتانی را کاهش میدهند مانند نعنا اجتناب ورزند .

## عوارض جانبی
در افراد حساس به فرآورده‌های گیاهی ممکن است عوارض آلرژیک بروز نماید .

## مصرف درحاملگی وشیردهی
درحین شیر دادن و آبستنی مصرف این دارو زیر نظر پزشک انجام شود .